# Shelby (Ohio)
Shelby is een plaats (city) in de Amerikaanse staat Ohio, en valt bestuurlijk gezien onder Richland County.

## Demografie
Bij de volkstelling in 2000 werd het aantal inwoners vastgesteld op 9821.
In 2006 is het aantal inwoners door het United States Census Bureau geschat op 9489, een daling van 332 (-3.4%).

## Geografie
Volgens het United States Census Bureau beslaat de plaats een oppervlakte van
13,2 km², waarvan 13,0 km² land en 0,2 km² water. Shelby ligt op ongeveer 335 m boven zeeniveau.

## Plaatsen in de nabije omgeving
De onderstaande figuur toont nabijgelegen plaatsen in een straal van 16 km rond Shelby.